# Duane Brown
Duane Anthony Brown (Richmond, 30 agosto 1985) è un giocatore di football americano statunitense che milita nel ruolo di offensive tackle per i New York Jets della National Football League (NFL). Fu scelto nel corso del primo giro (26º assoluto) del Draft NFL 2008 dagli Houston Texans. Al college ha giocato a football alla Virginia Polytechnic Institute and State University.

## Carriera professionistica

### Houston Texans
Brown fu scelto nel corso del primo giro del Draft 2008 dagli Houston Texans. Nella sua stagione da rookie disputò tutte le 16 gare stagionali come titolare diventando il primo debuttante della linea offensiva dei Texans a partire sempre come titolare da Chester Pitts nel 2002. Nel 2009, Brown protesse il quarterback degli Houston Texans Matt Schaub che guidò la NFL con 4.770 yard passate e aiutò l'attacco a stabilire il record di franchigia con 6.129 yard totali guadagnate e segnando 388 punti.

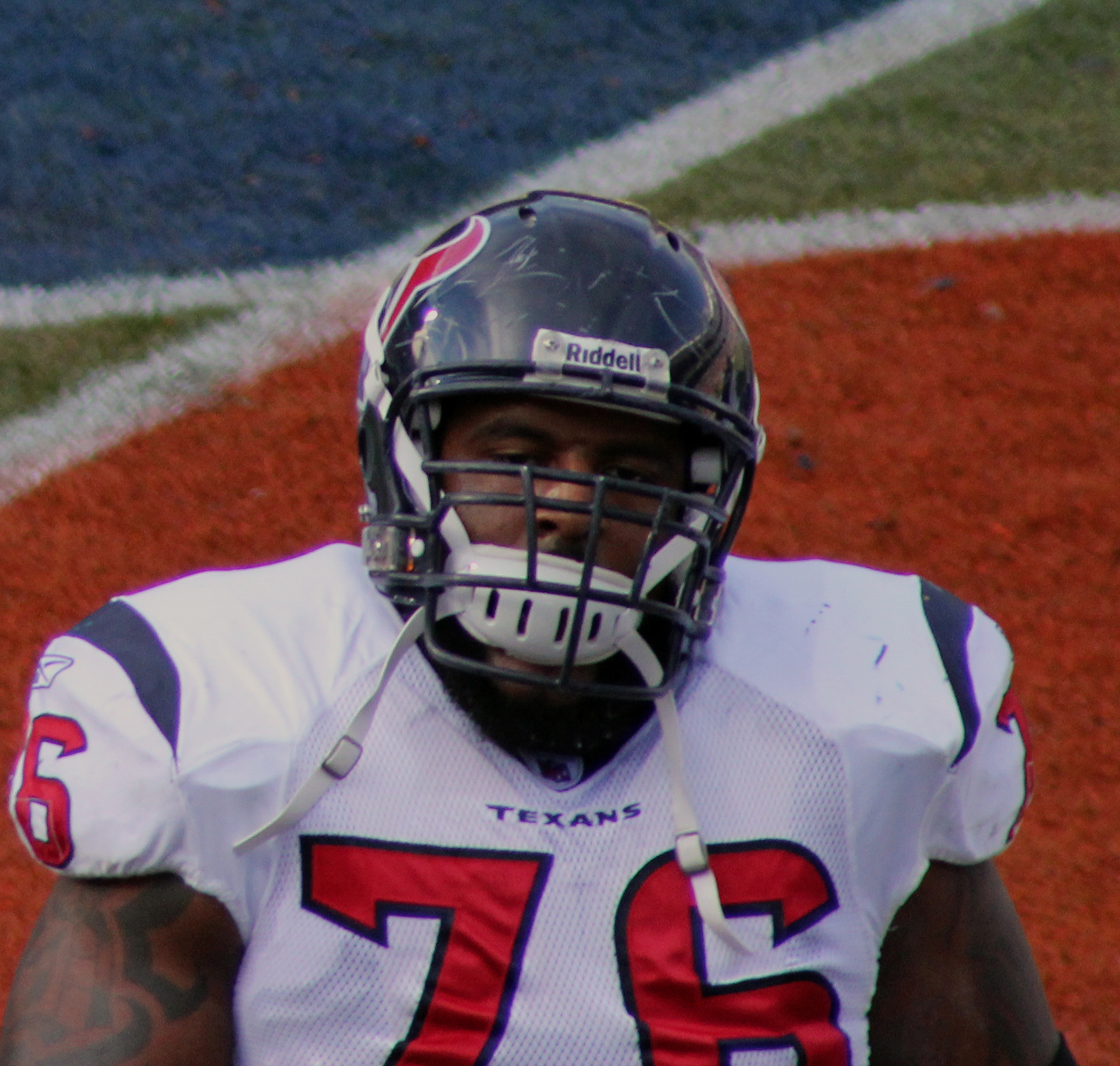
Brown nel 2010

Durante la stagione 2010, Brown partì come titolare in 12 partite, concedendo solamente 6,5 sack e non accumulando nessuna penalità di holding (trattenuta).
Nel 2011, Brown giocò nuovamente tutte le 16 gare stagionali come titolare e venne inserito nel Second-Team All-Pro dall'Associated Press. I Texans vinsero la propria division e si qualificarono ai playoff per la prima volta nella loro storia. Nel primo turno eliminarono i Cincinnati Bengals mentre nel divisional round furono estromessi dai Baltimore Ravens.
Il 26 dicembre 2012, Brown fu convocato per il primo Pro Bowl in carriera e il 12 gennaio 2013 fu inserito nel First-team All-Pro. A fine anno fu posizionato al numero 49 nella classifica dei migliori cento giocatori della stagione.
Nel 2013 Brown giocò 14 partite, tutte come titolare, venendo convocato per il suo secondo Pro Bowl, ma i Texans terminarono col peggior record della lega, 2-14. A fine anno fu votato all'86º posto nella NFL Top 100 dai suoi colleghi. Fu nuovamente convocato per il Pro Bowl l'anno successivo dopo l'infortunio che costrinse a rinunciare Jason Peters.

### Seattle Seahawks
Il 30 ottobre 2017, Brown fu scambiato con i Seattle Seahawks per il cornerback Jeremy Lane e due scelte del draft (una del quinto giro del 2018 e una del secondo giro del 2019). A fine anno fu convocato per il suo quarto Pro Bowl.
Nel 2018 i Seahawks fecero ritorno ai playoff con un record di 10-6 e Brown fu l'ancora di una linea difensiva che fece molti progressi rispetto alla stagione precedente in cui era stata una delle peggiori della lega, venendo inserito nel Second-team All-Pro.
Nel 2021 Brown fu convocato per il suo quinto Pro Bowl al posto dell'infortunato Trent Williams.

### New York Jets
Il 15 agosto 2022 Brown firmò un contratto biennale da 22 milioni di dollari con i New York Jets.

## Palmarès
- Convocazioni al Pro Bowl: 5

2012, 2013, 2014, 2017, 2021
- First-team All-Pro: 1

2012
- Second-team All-Pro: 2

2011, 2018